# ليالي باريسية
ليالي باريسية (بالإنجليزية: Parisian Nights)‏ هو فيلم أبيض وأسود درامي صامت أمريكي إنتاج عام 1925 أخرجه ألفريد سانتيل وبوريس كارلوف.توجد طبعة من ليالي باريسية في السينما الملكية البلجيكية.

## ملخص القيلم
تم وصفه في مراجعة مجلة الفيلم ، وجدت أديلا وهي نحاتة ثرية وجدت في جين قائد إحدى سيارات أباتشي الباريسية، النموذج الذي كانت تبحث عنه عندما يأتي لسرقة منزلها. يتظاهر لها ويتعرض لغيرة ماري حبيبته في العالم السفلي. فصيل منافس من أباتشي يقتل جاك صديق جان ، وتندلع معركة مروعة بين الفصيلين، حيث قُتلت ماري. تجد أديل السعادة مع جين الذي يعد بالإصلاح.

## طاقم التمثيل
- إيلين هامرشتاين في دور أديل
- جاستون جلاس في دور جاك
- لو تيليجن في دور جان
- وليام جي كيلي في دور فونتان
- بوريس كارلوف في دور بيير
- رينيه أدوري في دور ماري
- إي لا كروا دو دويت في دور الناقد

## روابط خارجية
- ليالي باريسية  في قاعدة بيانات الأفلام على الإنترنت (بالإنجليزية)
- Synopsis على موقع أول موفي.